# 赵山渡水库
赵山渡水库，位于中华人民共和国浙江省瑞安市西部的一座中型水库，是飞云江干流上的一座以引水、发电为主的中型日调节水库，属于珊溪水利枢纽赵山渡引水工程的一部分。水库于2000年投入试运行。水库拦河坝位于高楼镇西北，重力坝。水库总库容8500万立方米，集水面积2303平方千米。河床式水电站装机容量2万千瓦，年均发电量0.514亿千瓦时。赵山渡水库拦蓄珊溪发电来水和区间来水，与上游珊溪水库联合调度运营，引水至温州、瑞安市区供生活、工业、生态环境用水。